# Décennie 1660 en architecture
| Années de l'architecture : 1657 - 1658 - 1659 - 1660 - 1661 - 1662 - 1663    |
| Décennies de l'architecture : 1630 - 1640 - 1650 - 1660 - 1670 - 1680 - 1690 |

Cet article présente les faits marquants de la décennie 1660 en architecture.

## Événements
- 16 novembre 1660 : consécration de l'église Sant'Ivo alla Sapienza à Rome, construite par Francesco Borromini (commencée en 1642)[1].
- 6 mars 1661 : testament de Mazarin qui dédie une partie de sa fortune à la fondation du  collège des Quatre-Nations[2] ; Louis Le Vau présente son projet le 18 janvier 1662, et Mazarin l’approuve le 11 mars suivant[3].
- 17 août 1661 : fêtes en l'honneur de Louis XIV au château de Vaux-le-Vicomte, construit par Louis Le Vau depuis 1657 pour le surintendant Nicolas Fouquet, au milieu d'un parc dessiné par le jardinier André Le Nôtre. Cet ensemble, château et parc, constitue l'exemple le plus parfait du jardin classique à la française. Le 5 septembre, Fouquet est arrêté[4].

- 1662 : Louis Le Vau propose un plan d'embellissement pour le palais du Louvre, notamment la façade est.
- 1er janvier 1664 : Colbert est nommé surintendant et ordonnateur général des bâtiments, arts, tapisseries et manufactures de France[5]. Il rejette le projet de Le Vau pour le Louvre[6].
- 2 juin 1665 : Le Bernin arrive à Paris pour travailler sur la façade est du Louvre[7]. Il pose la première pierre le 17 juin 1665[8] mais son projet est abandonné après son départ le 20 octobre[9].

- 2 septembre-5 septembre 1666 : le grand incendie de Londres détruit presque entièrement la ville. Le chantier de reconstruction de Londres est confié à l’architecte Christopher Wren. Il reconstruit la cathédrale Saint-Paul ainsi que 52 églises des paroisses de la City. Les maisons auparavant de bois sont reconstruites en brique et en pierre[10],[11].
- 19 novembre 1667 : pose de la première pierre de la façade orientale du Louvre sur un projet commun de Louis Le Vau, Charles Le Brun et Claude Perrault[6].
- 22 décembre 1667 : la cathédrale de Mexico est terminée[12].

## Réalisations
- 1657-1673  : reconstruction de la basilique et monastère Saint-François-d'Assise à Lima[13].
- 1662 : construction du Grand Bailliage de Hildesheim, maison à colombages à Hildesheim en Allemagne[14].

- 1662-1664 : Francesco Borromini réalise la chapelle des Rois-Mages au palais Propaganda Fide[1].
- 1662-1669 : construction du King Charles Block  dans l'hôpital Greenwich (en) à Londres, dessiné par John Webb[15].
- 29 avril 1663  : début de la construction de l'église des Théatins à Munich par Agostino Barelli, achevée après 1675 par Enrico Zuccalli[16],[17].
- 1663 : la Yeni Cami, nouvelle mosquée, à Constantinople, commencée en 1597, est achevée. Elle est inaugurée en 1665[18].
- 1663-1665 : construction de la résidence Kingston Lacy dans le Dorset dessinée par Roger Pratt pour la famille Bankes[19].
- 1664-1667 : Francesco Borromini termine la façade de l'église Saint-Charles-des-Quatre-Fontaines à Rome[1].
- 1664-1668 : construction du théâtre de Sheldon à Oxford par Christopher Wren[20].
- 1664-1675 : construction du château de Nymphenburg à Munich par Agostino Barelli[21].
- 1666 : restauration de la fontaine Da Ponte à Koper en Slovénie[22].
- 20 octobre 1667 : début de la construction du monastère de Pažaislis à Kaunas en Lituanie. L'église est terminée en 1674 et consacrée en 1712[23].
- 1667 :
  - l'aménagement de la place Saint-Pierre devant le palais du Vatican dessinée par Le Bernin est terminé[24].
  - début de la construction de la Ca’ Rezzonico à Venise, palais de Baldassare Longhena achevé entre 1750 et 1758 par Giorgio Massari[25].
- 1667-1670 : le tsar Alexis Ier fait reconstruire en bois la résidence d'été de Kolomenskoïe par des architectes et des artistes blanc-russiens[26].
- 1668-1670 : à Rome, Le Bernin sculpte une nouvelle décoration pour le pont Saint-Ange[27].
- 1668-1687 : construction de l'église San Lorenzo à Turin par Guarino Guarini[28].
- 1668-1690 : construction de la Cappella della Sacra Sindone à Turin dessinée par Guarino Guarini[29].

### France
- 1660-1661 :
  - François Mansart mène les travaux d'agrandissement de l'Hôtel Carnavalet à Paris[30].
  - Louis Le Vau dirige de nouveaux travaux au Louvre. Il termine les pavillons de Flore et de Marsan et la Galerie d'Apollon après un incendie[31].
- 1661 : début des travaux d'agrandissement du château de Versailles par Louis XIV, dont les plans sont établis par Louis Le Vau puis Jules Hardouin-Mansart. La décoration intérieure est exécutée par Charles Le Brun, le parc de Versailles dessiné par André Le Nôtre[32].

- 1662-1671 : Louis Le Vau dirige divers travaux à Versailles[33].

- 1663-1674 : construction du collège des Quatre-Nations (aujourd'hui l'Académie française) à Paris, dessiné par Louis Le Vau et achevé par François II d'Orbay. Il est ouvert en 1688[34].
- 1664-1672 : André Le Nôtre aménage le jardin des Tuileries[35].

- 1664-1667 : construction du Pavillon de Vendôme à Aix-en-Provence[36].

- 1667-1670 : les architectes Louis Le Vau, Charles Le Brun et Claude Perrault construisent la colonnade Est du Louvre[37].
- 1667-1672 : Claude Perrault conçoit l'observatoire de Paris[38].
- 1667-1673 : construction de la citadelle de Lille[39].
- 1668 : Louis Le Vau dessine une extension du château de Versailles côté jardin avec une façade à trois niveaux couronnée d'une balustrade[32].

- 1er janvier 1667 : Pierre-Paul Riquet commence des travaux de creusement du canal du Midi, achevés en 1681[40].

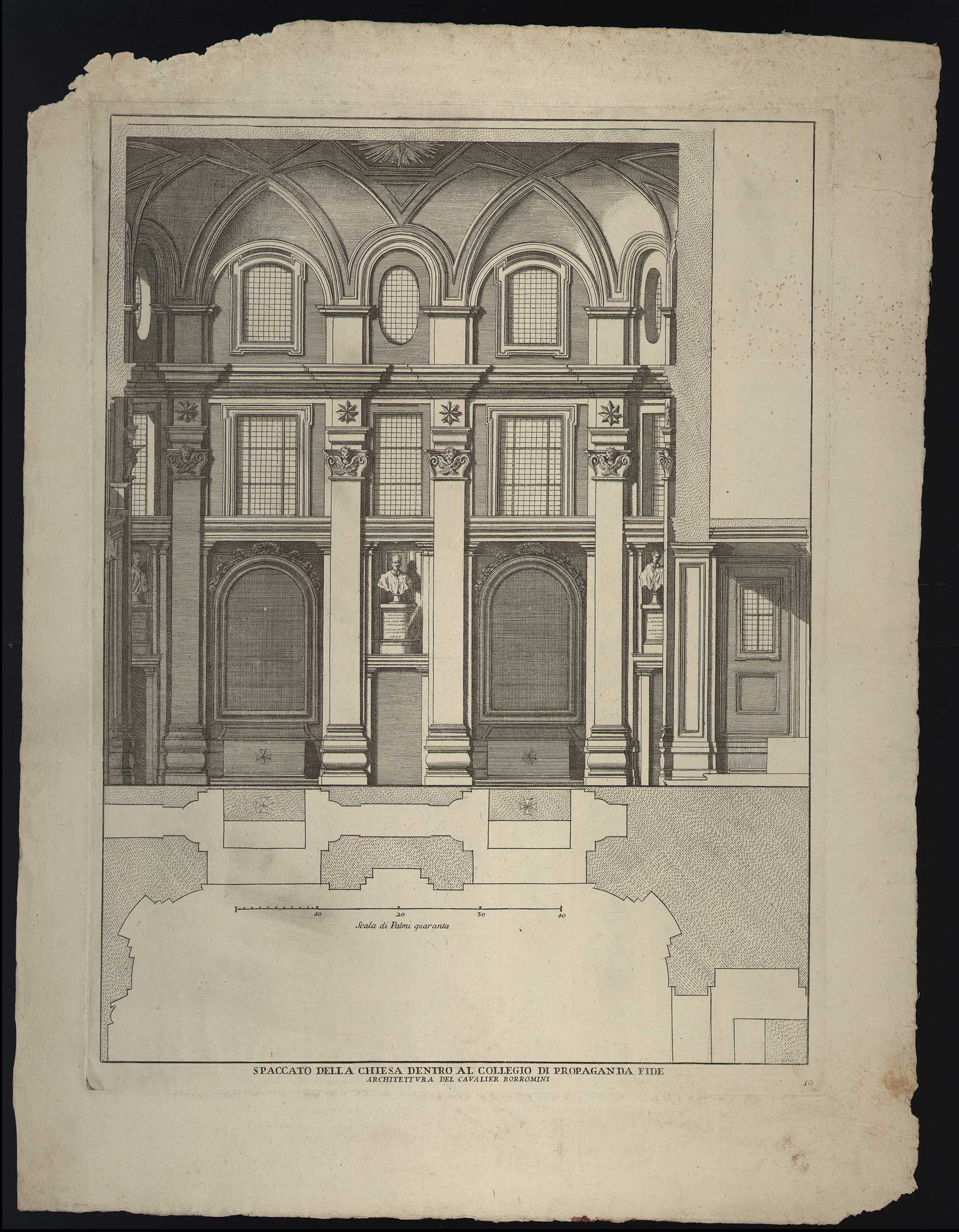
Cappella dei Re Magi (it)
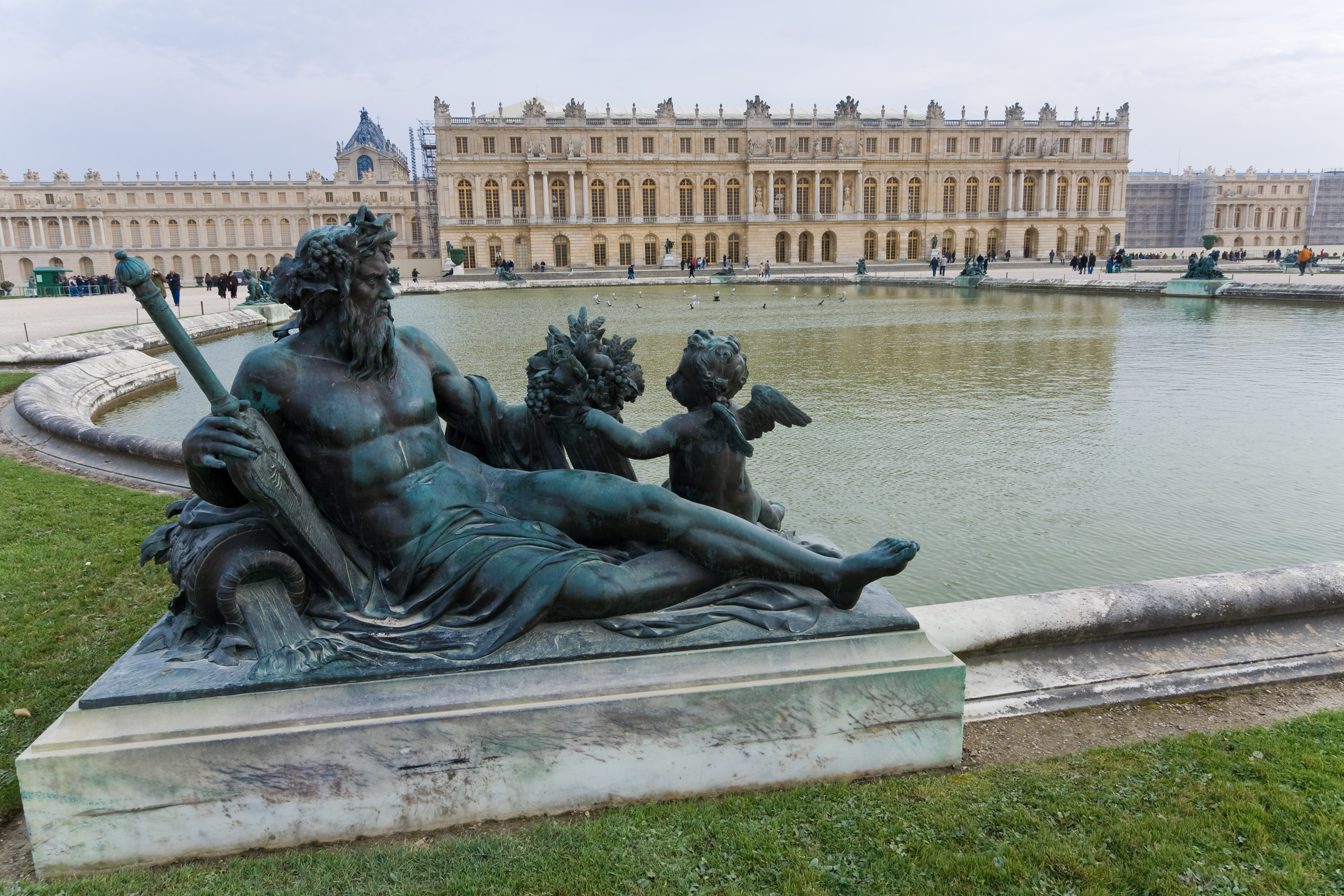
Le château de Versailles
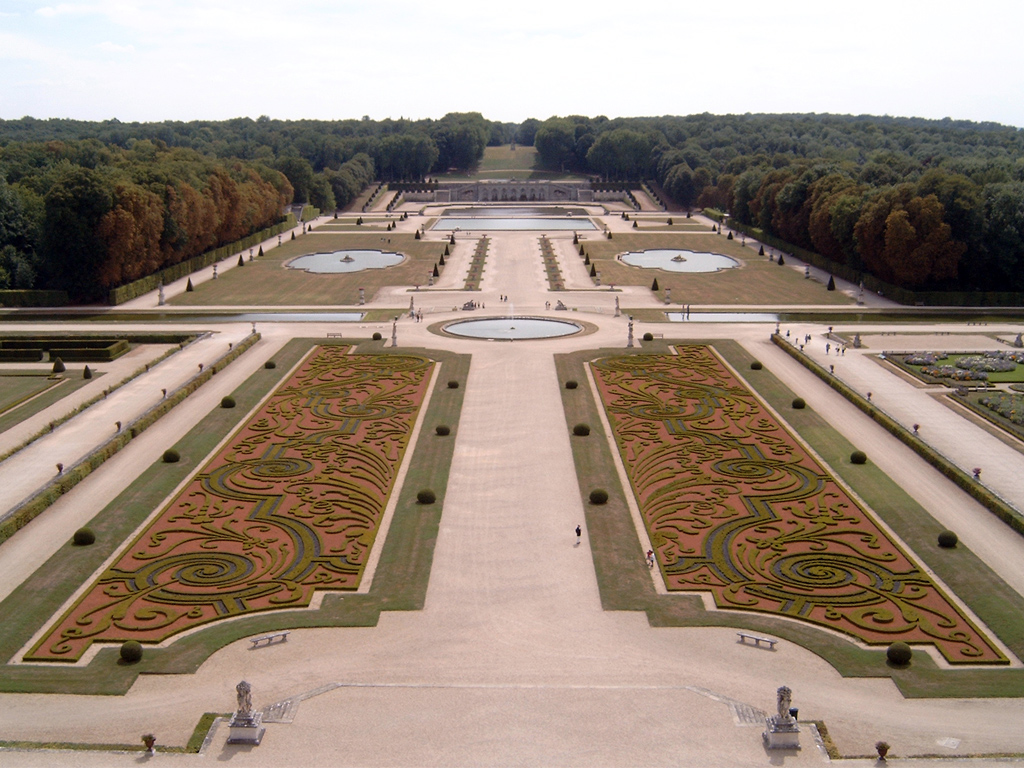
Les broderies du parc de Vaux-le-Vicomte
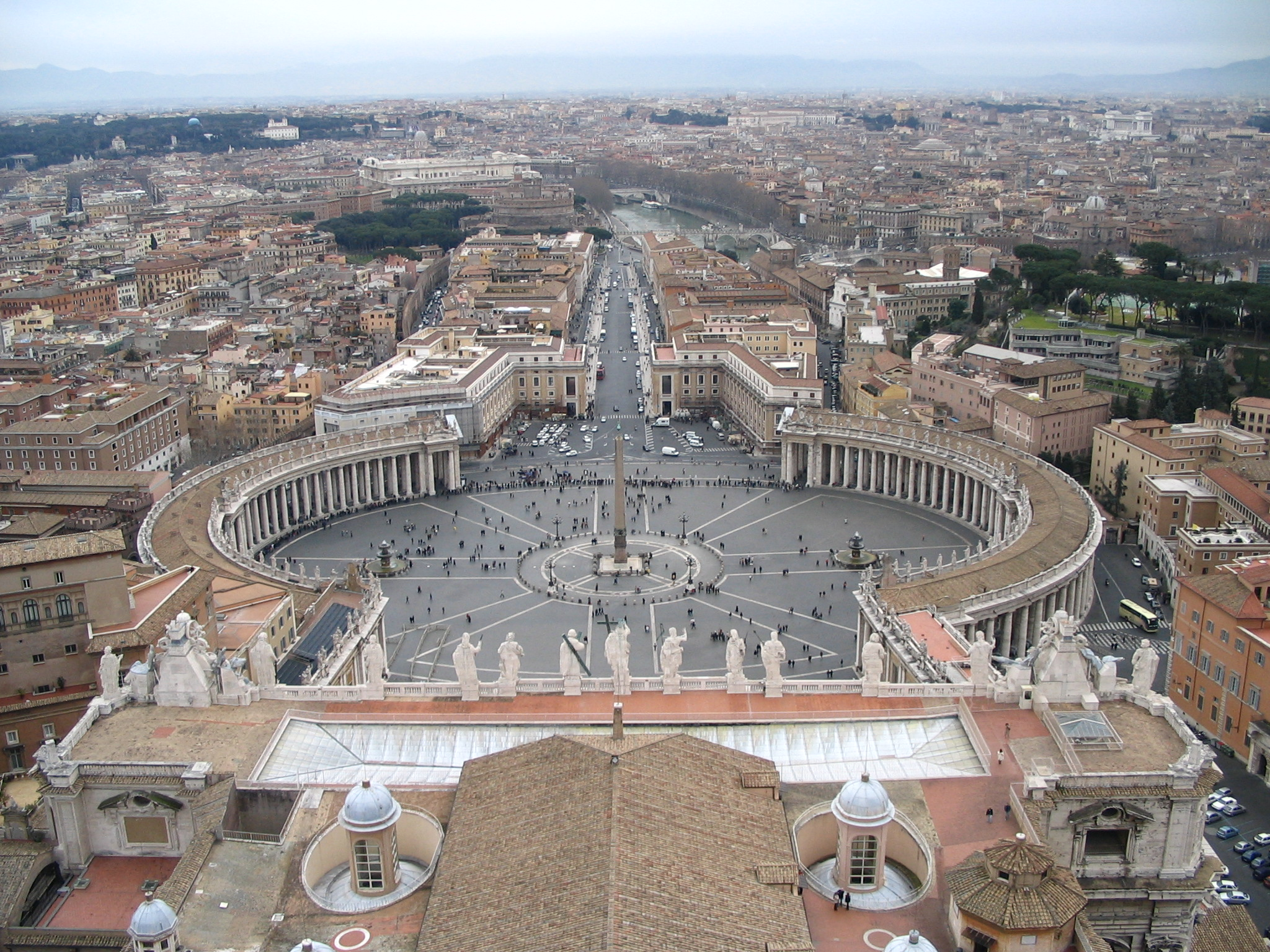
La place Saint-Pierre à Rome
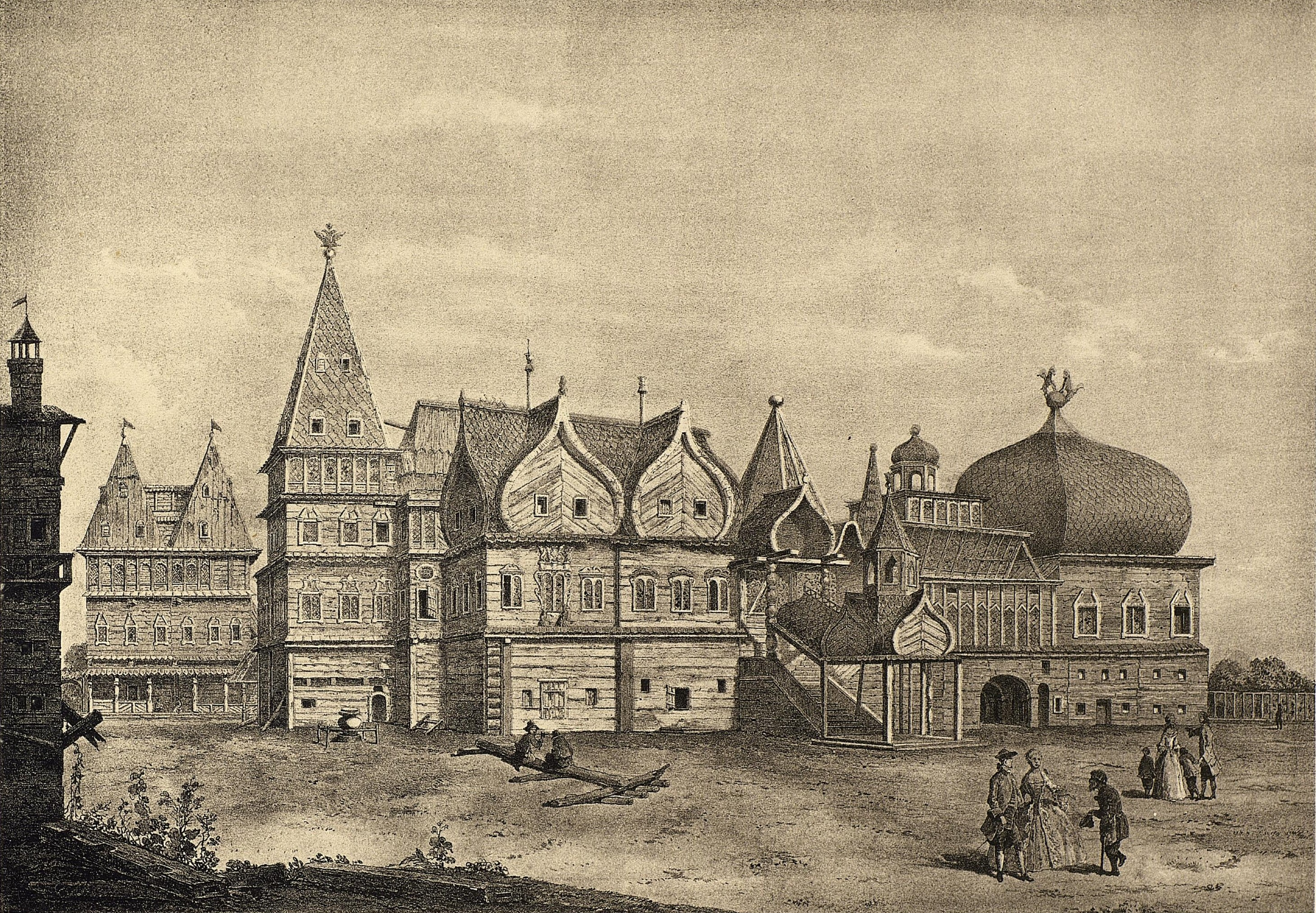
Palais en bois de Kolomenskoïe.

## Naissances
- 16 juillet 1660 : baptême de Jakob Prandtauer († 16 septembre 1726)
- Vers 1661 : Nicholas Hawksmoor († 25 mars 1736)
- 1661 : Daniel Marot († 1752)
- 24 janvier 1664 : Sir John Vanbrugh († 26 mars 1726)
- 16 mai 1667 : Germain Boffrand († 19 mars 1754)
- 14 novembre 1668 : Lukas von Hildebrandt († 16 novembre 1745)
- Vers 1668 : Thomas Archer (en), architecte baroque britannique ; († 1743)

## Décès
- 23 septembre 1666 : François Mansart (° 13 janvier 1598)
- 3 août 1667 : Francesco Borromini (° 25 septembre 1599)
- 16 mai 1669 : Pietro da Cortona (° 1er novembre 1596)